# USDA Apicultura

## United State Department of Agriculture (USDA)
Un programa de apicultura fue creado en 1860 a cargo de un inmigrante alemán llamado William Bruckisch, a propuesta del gobierno de Estados Unidos. La finalidad era que condujera investigaciones en apicultura, y una partida de fondos fue destinada para dar comienzo a tal investigación en 1885. 
Actualmente la unidad Honey Bee Research Unit (HBRU) tiene como objetivo el desarrollo de la tecnología para menejo de las abejas ante la presencia de la abeja africanizada, parásitos, estrés y enfermedades de las mismas.
Enumeramos las personas que a posterior fueron responsables de dirigir este programa.
- N. W. McLain (1885-87). Se discontinuó por carecer de fondos.
- Frank Benton (1891-1907). Se suspendieron los trabajos en 1896-1897; por falta de fondos.
- Everett Franklin Phillips. (1905-1906), actuando entre 1907-1924.
- J. I. Hambleton. (1924-1958).
- Clarence L. Farrar. (1958-1961).
- F. E. Todd. (1961-1965).
- S. E. McGregor. (1965-1969).
- M.D. Levin. (1969-1975).
- E. C. Martin. (1975-1979).
- Walker A Jones. European Biocontrol Research. Director. 2006.

## Dirección de la unidad Honey Bee Research Unit (HBRU)
- Res Ldr
- (956) 969-4851
- USDA-ARS-KDLG-SARC
- 2413 E. Highway 83, Bldg. 213
- Weslaco TX 78596